# Arno Koselleck

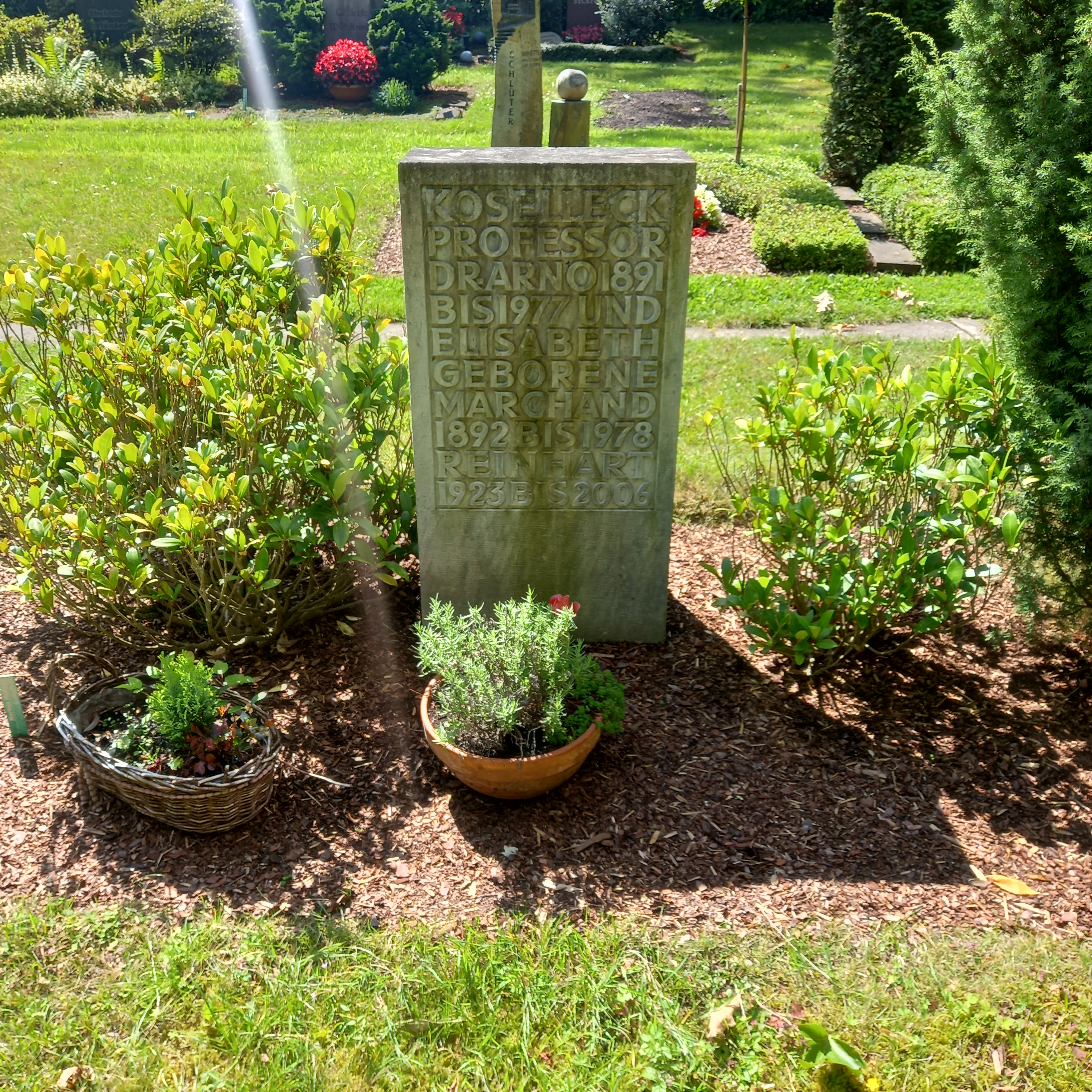
Das Grab von Arno Koselleck und seiner Ehefrau Elisabeth geborene Marchand im Familiengrab auf dem Friedhof Stieghorst in Bielefeld

Arno Koselleck (* 15. August 1891 in Madlow; † 25. September 1977 in Detmold) war ein deutscher Historiker und Geschichtsdidaktiker.

## Leben
Koselleck legte das Abitur 1909 in Görlitz ab und studierte an der Universität Leipzig bis zur Promotion in Geschichte 1914. Während seines Studiums wurde er Mitglied beim Verein Deutscher Studenten Leipzig. Dann diente er im Ersten Weltkrieg und erhielt das Eiserne Kreuz I. und II. Klasse. Nach dem Staatsexamen und Referendariat wurde er 1920 Geschichtslehrer am Realgymnasium Görlitz und ein aktiver Reformpädagoge. 1928 wurde er Schulleiter und Oberstudiendirektor am Breslauer Heilig-Geist-Gymnasium.
1929 wurde er an die Pädagogische Akademie Breslau als Professor für Geschichtsdidaktik berufen. 1930 übernahm er die Leitung der neu gegründeten Pädagogischen Akademie in Kassel, die bereits 1932 aus Einsparung wieder geschlossen wurde. Koselleck wurde an die Pädagogische Akademie Dortmund versetzt. Im Dezember 1933 wurde er als Oberstudienrat ohne Verwendung beurlaubt, bis er eine Stelle als Geschichtsdidaktiker an der 1936 neu geschaffenen Hochschule für Lehrerbildung Saarbrücken fand. Koselleck näherte sich in den 1930er Jahren dem Nationalsozialismus an, trat im Mai 1933 dem Nationalsozialistischen Deutschen Lehrerbund, später der SA als Sturmbannführer bei. Am 15. Januar 1941 beantragte er die Aufnahme in die NSDAP und wurde zum 1. April desselben Jahres aufgenommen (Mitgliedsnummer 8.389.930). Im Zweiten Weltkrieg diente er im Wehrbezirkskommando Saarbrücken als Major d. R. und geriet 1945 in amerikanische Kriegsgefangenschaft. Von Kultusminister Adolf Grimme wurde er als Direktor an die Pädagogische Hochschule Hannover „Minister Becker“ gerufen, wo er von 1946 bis 1956 lehrte, als Lehrbeauftragter weiter bis 1966. Von 1947 bis 1949 war er der Vorsitzende des Historischen Vereins für Niedersachsen. 1961 erhielt er das Große Verdienstkreuz des Niedersächsischen Verdienstordens.
Verheiratet war er mit Elisabeth, geb. Marchand (1892–1978), ihr Sohn war der Historiker Reinhart Koselleck (1923–2006).

## Schriften (Auswahl)
- Über Bildung und Verbildung unseres Geschichtsbewusstseins, Hannover 1955.